# Antônio Moreira de Castro Lima
Antônio Moreira de Castro Lima, Barão de Castro Lima (Lorena, 5 de setembro de 1828 — Lavrinhas, 1 de maio de 1895) foi um político e militar brasileiro.
Filho de Joaquim José Moreira de Lima e de Carlota Leopoldina de Castro Lima, Viscondessa de Castro Lima, casou-se, em 1859 na cidade de Jacareí, com Leduína Gomes da Conceição Leitão, filha do alferes João da Costa Gomes Leitão.
Sua filha Risoleta de Castro Lima foi casada com seu irmão Joaquim José Moreira Lima, barão, visconde e conde de Moreira Lima.
Foi chefe do Partido Liberal local e vereador eleito várias vezes, sendo presidente da Câmara Municipal de Lorena. Era tenente-coronel e comandante da Guarda Nacional de Lorena.
Foi proprietário de fazendas de café e agraciado comendador da Imperial Ordem da Rosa.
Em junho de 1889, foi nomeado vice-presidente da província de São Paulo, assumindo a presidência interinamente, devido a doença do general Couto de Magalhães, poucos dias antes da Proclamação da República.